# Новоселье (Володарское сельское поселение)
Новоселье — деревня в Володарском сельском поселении Лужского района Ленинградской области.

## История
Погост Дремяцкий Новгородского уезда на реке Чернавке близ деревни Новоселье, впервые упоминается в писцовых книгах Шелонской пятины 1498 года, в нём церковь святого Николая, 4 церковных двора и 1 двор нетяглый.
На карте Санкт-Петербургской губернии Ф. Ф. Шуберта 1834 года обозначена деревня Новоселье, а на противоположном берегу реки — Дремяцкой погост.

НОВОСЕЛЬЕ — деревня принадлежит титулярному советнику Михайле Баралевскому, число жителей по ревизии: 35 м. п., 37 ж. п.; 

поручику Михайле Назимову, число жителей по ревизии: 27 м. п., 29 ж. п. (1838 год)

Деревня Новоселье отмечена на карте профессора С. С. Куторги 1852 года.

НОВОСЕЛЬЕ — деревня господ Боролевской и Назимова, по просёлочной дороге, число дворов — 17, число душ — 55 м. п. (1856 год)

Согласно X-ой ревизии 1857 года деревня состояла из трёх частей:

1-я часть: число жителей — 21 м. п., 22 ж. п.

2-я часть: число жителей — 23 м. п., 26 ж. п.

3-я часть: число жителей — 32 м. п., 36 ж. п.

НОВОСЕЛЬЕ — деревня владельческая при речке Чернавке, число дворов — 25, число жителей: 69 м. п., 73 ж. п. (1862 год)

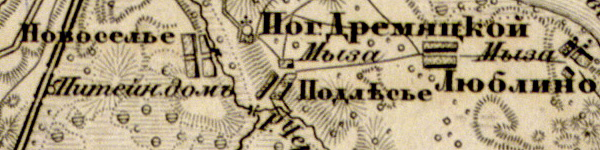
Деревня Новоселье на карте 1863 года

Согласно карте из «Исторического атласа Санкт-Петербургской Губернии» 1863 года близ деревни Новоселье находился Дремяцкий погост.
В 1868 году временнообязанные крестьяне деревни выкупили свои земельные наделы у А. А. Бекмана и стали собственниками земли.
В 1873—1874 годах временнообязанные крестьяне деревни выкупили земельные наделы у Л. П. и П. А. Корсаковых.
В 1874—1875 годах крестьяне выкупили земельные наделы у Г. М. Володимировой.
В 1877—1878 годах были выкуплены земельные наделы у А. М. Оларовской.
Согласно подворной описи Новосельского общества Городецкой волости 1882 года, деревня состояла из трёх частей:

1) бывшее имение Владимировой, домов — 9, душевых наделов — 21, семей — 11, число жителей — 30 м. п., 25 ж. п.; разряд крестьян — собственники.

2) бывшее имение Назимовой, домов — 15, душевых наделов — 23, семей — 13, число жителей — 43 м. п., 43 ж. п.; разряд крестьян — собственники

3) бывшее имение Назимовой и Оларовской, домов — 17, душевых наделов — 32, семей — 12, число жителей — 38 м. п., 40 ж. п.; разряд крестьян — собственники.
Сборник Центрального статистического комитета описывал её так:

НОВОСЕЛЬЕ — село бывшее владельческое при речке Чернавке, дворов — 33, жителей — 200; церковь православная. (1885 год)

Согласно материалам по статистике народного хозяйства Лужского уезда 1891 года, имение при селении Новоселье площадью 14 десятин принадлежало потомственному почётному гражданину Д. И. Веселовскому, имение было приобретено в 1883 году за 400 рублей.
В XIX веке деревня административно относились к Городецкой волости 5-го земского участка 2-го стана Лужского уезда Санкт-Петербургской губернии, в начале XX века — 4-го стана.
По данным «Памятной книжки Санкт-Петербургской губернии» за 1905 год деревня Новоселье при речке Чернавке входила в Новосельское сельское общество.
С 1917 по 1927 год деревня находилась в составе Новосельского (1917—1920), затем Подлесского (1921—1924), а затем снова Новосельского (1924—1927) сельсоветов Городецкой волости Лужского уезда.

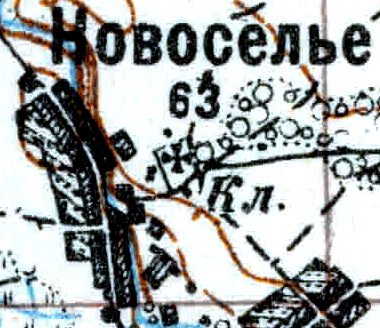
План деревни Новоселье. 1926 год

Согласно топографической карте 1926 года деревня насчитывала 63 двора, на деревенском кладбище находилась церковь.
В 1927 году — в составе Лужской волости.
С 1928 года — в составе Городецкого сельсовета Лужского района.
По данным 1933 года деревня Новоселье входила в состав Городецкого сельсовета Лужского района.
C 1 августа 1941 года по 31 января 1944 года деревня находилась в оккупации.
В 1958 году население деревни составляло 139 человек.
По данным 1966 года деревня Новоселье также входила в состав Городецкого сельсовета.
По данным 1973 и 1990 годов деревня Новоселье входила в состав Володарского сельсовета.
В 1997 году в деревне Новоселье Володарской волости проживали 49 человек, в 2002 году — 43 человека (русские — 93 %).
В 2007 году в деревне Новоселье Володарского СП проживал 41 человек.

## География
Деревня расположена в южной части района на автодороге 41К-707 (Ивановское — Володарское) в месте примыкания к ней автодороги 41К-666 (подъезд к дер. Новоселье).
Расстояние до административного центра поселения — 4 км.
Расстояние до ближайшей железнодорожной станции Луга — 23 км.
Деревня находится на левом берегу реки Чернавка, правого притока реки Вревка.

## Демография
| 1838 | 1862 | 1885 | 1958 | 1997 | 2007 | 2010 |
| ---- | ---- | ---- | ---- | ---- | ---- | ---- |
| 128  | ↗142 | ↗200 | ↘139 | ↘49  | ↘41  | ↘38  |
| 2017 |      |      |      |      |      |      |
| ↘36  |      |      |      |      |      |      |

## Достопримечательности
- Дремячий погост — древнее кладбище

## Известные уроженцы
- Аверкий Алексеевич Фролов (1915—1977) — инженер, лауреат Государственной премии СССР